# Josep Maria Massip i Gibert
Josep Maria Massip i Gibert (Banyoles, 1948) és un naturalista licòleg i etnògraf català especialitzat en fauna. Ha escrit i col·laborat en una dotzena de llibres, especialment sobre animals vertebrats, i s'ha dedicat a l'estudi del llop i la seva presència a Catalunya.
Des dels anys setanta inicia la investigació sobre el llop i posteriorment col·labora amb Albert Manent i Segimon al treball “El llop a Catalunya”. L'any 2011 publica “El llop i els humans. Passat i present a Catalunya”, llibre referent d'aquesta temàtica. El seu fons etnogràfic privat aplega una extensa col·lecció d'objectes, documents, mostres biològiques o diorames amb relació a aquest carnívor.
Ha organitzat, participat i dirigit col·loquis amb altres experts, especialment pel que fa al llop. També participa sovint en programes de ràdio i televisió, i col·labora en revistes i accions divulgatives.
Ha rebut diverses distincions pel seu treball en aquests camps i per la trajectòria personal.

## Obres[7]
- Els ocells. Banyoles. Fauna comarcal (Centre d'Estudis Comarcals de Banyoles, 1980)
- Els mamífers. Banyoles. Fauna comarcal (Centre d'Estudis Comarcals de Banyoles, 1983)
- Els amfibis i els rèptils. Banyoles. Fauna comarcal (Ajuntament de Banyoles, 1993)
- El llop i els humans. Passat i present a Catalunya (Arola Editors, 2011)
- Llops i humans a Catalunya. Del passat al present (Centre d'Estudis Comarcals de Banyoles, 2012). Edició conjunta amb Julià Maroto
- Conèixer el Pla de l'Estany. 84 sortides per conèixer i estimar la comarca (Centre d'Estudis Comarcals i Centre Excursionista de Banyoles, 2015). En col·laboració amb Jordi Galofré i Miquel Rustullet.
- La memoria histórica sobre el lobo, una investigación indispensable. Capítol del llibre Encuentros con lobos (Tundra Ediciones, 2016). Obra coral de 38 autors licòlegs.